# Дороти Макинтош
Дороти Макинтош (на английски: Dorothy Mcintosh) е канадска писателка на бестселъри в жанра исторически трилър. Пише под псевдонима Д. Дж. Макинтош (на английски: D.J. McIntosh).

## Биография и творчество
Дороти Макинтош е родена през 1945 г. в Гвелф, Канада. Завършва с бакалавърска степен английска филология в Университета на Торонто, като по време на следването си се увлича по криминалната литература. След дипломирането си работи като служител по планиране на замеползването към кметството на Торонто.
Тя напуска работата си и се посвещава на писателската си кариера. Първоначално пише криминални разкази. Първият ѝ разказ „Хрътките на зимата“ е публикуван през 2007 г. Той печели наградата „Артър Елис“ за най-добър криминален разказ
Кандидатства с първия си трилър в конкурса за непубликувани романи на Асоциацията на писатели на криминална литература. За него получава наградата „Артър Елис“ за най-добър непубликуван криминален роман и не след дълго получава предложение за публикуване.
Първият ѝ исторически трилър „Вавилонската вещица“ от поредицата ѝ „Месопотамия“ е публикуван през 2012 г. Главният герой Джон Медисън става свидетел на убийството на своя приятел от детинство Хал Вандерлин, но тази смърт го въвлича и в опасна игра, чийто залог е безценна реликва, спасена от брат му Самюъл по време на разграбването на Багдадския музей през 2003 г. Обвинен в убийство, той е преследван от нюйорската полиция и от тайнствено алхимическо общество, а за да оцелее трябва да разреши загадката свързана с древните месопотамски култури на асирийци, шумери и вавилонци. Романът става бестселър издаден в над 20 страни по света, и е обявен за един от най-добрите исторически трилъри от CNN.
Тя е член на Асоциацията на писатели на криминална литература и е била редактор на бюлетина на сдружението „Fingerprints“ (Пръстови отпечатъци). Членува и в Канадското общество за изучаване на Месопотамия и активно подкрепя инициативата „Репортери без граници“.
Дороти Макинтош живее със семейството си в Торонто.

## Произведения

### Серия „Месопотамия“ (Mesopotamian Trilogy)
1. „The Witch of Babylon“ (2012)
„Вавилонската вещица“, изд.: „ИнфоДар“, София (2012), прев. Елена Панова
2. „The Book Of Stolen Tales“ (2013)
3. „The Angel of Eden“ (2015)